# 川島町立川島小学校笠田分校
川島町立川島小学校笠田分校 （かわしまちょうりつ かわしましょうがっこう　かさたぶんこう）は、かつて岐阜県羽島郡川島町（現・各務原市）に存在した公立小学校の分校。

## 概要
- 羽島郡川島町の北部に該当する笠田町（現・各務原市川島笠田町）が校区であった。笠田町地区と川島町の他の地区との間には木曽川本流があり、笠田地区の住民が川島町の他の地区に行くには渡船（笠田の渡し）の利用しか無かった。1962年、川島大橋の開通により渡船による通学困難が無くなり廃校。
- 校舎は笠田町公民館として使用されていたが、老朽化で1990年に取り壊され、跡地に新たな笠田町公民館が建てられた。2024年現在、当時の運動場は笠田町公民館の広場となっている他、跡地を示す記念碑、校門、二宮金次郎の石像が残っている。

## 沿革
- 1855年（安政2年） - 羽栗郡笠田村に寺小屋ができる（1872年頃廃校）。
- 1873年（明治6年）10月 - 羽栗郡松原島村字渡島、円城寺村字嘉左エ門島（嘉左衛門島）、笠田村、小屋場島村が博文義校から離脱し、小屋場島村に明善舎校が開校。
- 1883年（明治16年）4月 - 明善舎校が分立。松原島村字渡島、円城寺村字嘉左エ門島は松原島村字渡島に明善南校を開校する。明善舎校は笠田村に移転し、明善北校（笠田村・円城寺村字小屋場島）となる。
- 1886年（明治19年）10月 - 笠田島簡易科小学校に改称する。
- 1888年（明治21年） - 笠田島村字村中に新築移転。
- 1889年（明治22年）7月 - 羽島郡小網島村、松倉村、河田島村、松原島村、笠田島村が合併し、川島村が発足。
- 1890年（明治23年）1月 - 円城寺村字小屋場島が川島村へ編入され、大字松原島字嘉左エ門島の一部（1911年に大字松原島北山分区字小屋場に改称）となる。
- 1891年（明治24年）10月28日 - 濃尾地震により校舎が損壊。
- 1893年（明治26年） - 校舎の修繕が完成。このころ笠田島尋常小学校に改称する。
- 1900年（明治33年）7月 - 校舎を改築する。
- 1903年（明治36年）　- 農業補習学校を併設。
- 1908年（明治41年）
  - 4月 - 農業補習学校を廃止。
  - 9月 - 川島高等学校、博文尋常小学校、松倉尋常小学校、笠田島尋常小学校、渡島尋常小学校が合併し、川島村立川島尋常高等小学校となる。本校は旧・松倉尋常小学校におかれた。旧・笠田島尋常小学校は笠田分教場となり、大字笠田、大字松原島字嘉左エ門島の一部（小屋場）の尋常1～4年の児童が通学（5年生は博文分教場（旧・博文尋常小学校）に通学）。
- 1941年（昭和16年）4月1日 - 川島国民学校笠田分教場に改称する。
- 1942年（昭和17年）4月 - 川島国民学校の本校が現在の川島小学校の場所に移転。博文分教場は廃止され、大字笠田、大字松原島北山分区字小屋場の5年生以上の児童は本校への通学となる。
- 1947年（昭和22年）4月1日 - 川島村立川島小学校笠田分校に改称する。1～4年生が通学し、当時の児童数は68名。
- 1954年（昭和29年） - 校舎を新築[1]。
- 1956年（昭和31年）10月1日 - 町制施行により川島町立川島小学校笠田分校に改称する。同日、大字松原島北山分区字小屋場は笠田町に編入され、笠田分校の通学区域は笠田町となる。
- 1962年（昭和37年）
  - 8月8日 - 木曽川本流に川島大橋が開通。
  - 9月 - 廃止。